# 斯科特·勒德倫
斯科特·勒德倫（Scott Ludlam，1970年1月10日—）是一位澳洲政治人物，他的黨籍是澳洲綠黨。自2008年開始，他是代表西澳大利亞州的澳大利亞參議院議員之一。他畢業於莫道克大學。